# Elsava
De Elsava is een zijrivier van de Main in de Duitse deelstaat Beieren met een lengte van circa 25 kilometer. De rivier ontspringt bij Hessenthal (gemeente Mespelbrunn), een dorp in de Spessart en mondt uit in de Main bij Elsenfeld.
De Elsava ontstaat uit twee afzonderlijke bronnen op een hoogte circa 350 meter ten noordoosten van Hessenthal. De bovenloop tot aan Hessenthal wordt Kaltenbach genoemd. De rivier stroomt eerst zuidwaarts langs Mespelbrunn, Heimbuchental, Hobbach en Eschau. Voorbij Eschau buigt de stroom vervolgens af in westelijke richting langs Schippach naar de monding in Elsenfeld op 116 meter hoogte. Daarmee heeft de Elsava van de bron tot de monding een verval van 234 meter.

## Zijbeken
Onderweg monden verschillende zijbeken uit in de Elsava, waaronder de:
- Krebsbach (links), bij Mespelbrunn
- Hirtenbach (links), bij Heimbuchenthal
- Dammbach (links), bij Hobbach
- Rosselbrunngraben (links), bij Eschau-Unteraulenbach
- Brunnfloßgraben (links), bij Eschau-Sommerau
- Künzbach (rechts), bij Eschau- Sommerau
- Aubach (links), bij Eschau

- Virtual International Authority File: 236013604